# Ceratotrupes bolivari
Ceratotrupes bolivari is een keversoort uit de familie mesttorren (Geotrupidae). De wetenschappelijke naam van de soort werd in 1962 gepubliceerd door Halffter & Martinez.